# Wulfila immaculellus
Wulfila immaculellus là một loài nhện trong họ Anyphaenidae.
Loài này thuộc chi Wulfila. Wulfila immaculellus được Willis J. Gertsch miêu tả năm 1933.